# Vanellus miles
El avefría militar (Vanellus miles) es una especie de ave Charadriiforme de la familia Charadriidae endémica de Australia y nativa de Nueva Zelanda.

## Subespecies
Se conocen dos subespecies de avefría militar:
- Vanellus miles miles
- Vanellus miles novaehollandiae